# Бедин, Иван Петрович
Иван Петрович Бедин (1906—1975) — полковник Советской Армии, участник Великой Отечественной войны, Герой Советского Союза (1945).

## Биография
Иван Бедин родился 15 июня 1906 года в селе Большие Поляны (ныне — Большеболдинский район Нижегородской области) в семье крестьянина. Окончил неполную среднюю школу. В 1928 году был призван на службу в Рабоче-крестьянскую Красную Армию Больше-Маресьевским районным военным комиссариатом. В 1936 году окончил зенитно-артиллерийское училище в Севастополе.
С июня 1941 года — на фронтах Великой Отечественной войны. Участвовал в боях на Западном фронте. 4 октября 1941 года получил тяжёлое ранение. С апреля 1944 года участвовал в боях на 2-м и 1-м Украинском фронтах. Принимал участие в освобождении Львовско-Сандомирской операции, захвате и удержании Сандомирского плацдарма, Сандомирско-Силезской операции, Висло-Одерской операции. Отличился во время последней. К тому времени майор Иван Бедин командовал 1372-м зенитно-артиллерийским полком 29-й зенитно-артиллерийской дивизии 5-й гвардейской армии 1-го Украинского фронта. В ходе операции полк Бедина особо отличился в боях за город Ченстохова, за что получил почётное наименование «Ченстоховский».
25 января 1945 года майор Бедин совместно с передовыми частями 34-го гвардейского стрелкового корпуса форсировал Одер в районе Эйзенау к северо-западу от Оппельна, и организовал противовоздушную оборону захваченного плацдарма. 25-27 января, отражая налёты немецкой авиации, артиллеристы полка Бедина сбили 12 вражеских самолётов, что обеспечило успешную переправу и последующие боевые действия частей корпуса.
Указом Президиума Верховного Совета СССР от 10 апреля 1945 года за «умелое руководство полком, мужество и героизм, проявленные при форсировании реки Одер и в боях по удержанию захваченного плацдарма» майор Иван Бедин был удостоен высокого звания Героя Советского Союза с вручением ордена Ленина и медали «Золотая Звезда» за номером 7358.
Участвовал в Нижне-Силезской и Верхне-Силезской операциях, Берлинской операции к югу от Берлина.
После окончания войны в звании полковника Бедин был уволен в запас. Проживал в столице Латвийской ССР Риге. Умер 24 марта 1975 года.
Был награждён двумя орденами Ленина, двумя орденами Красного Знамени, орденами Отечественной войны 2-й степени и Красной Звезды, а также рядом медалей.